# Dobreanske, Velîka Pîsarivka
Dobreanske (în ucraineană Добрянське) este localitatea de reședință a comunei Dobreanske din raionul Velîka Pîsarivka, regiunea Sumî, Ucraina.

## Demografie
Componența lingvistică a localității Dobreanske
     Rusă (92,01%)
     Ucraineană (7,89%)
Conform recensământului din 2001, majoritatea populației localității Dobreanske era vorbitoare de rusă (92,01%), existând în minoritate și vorbitori de ucraineană (7,89%).